# Klee (musikgrupp)

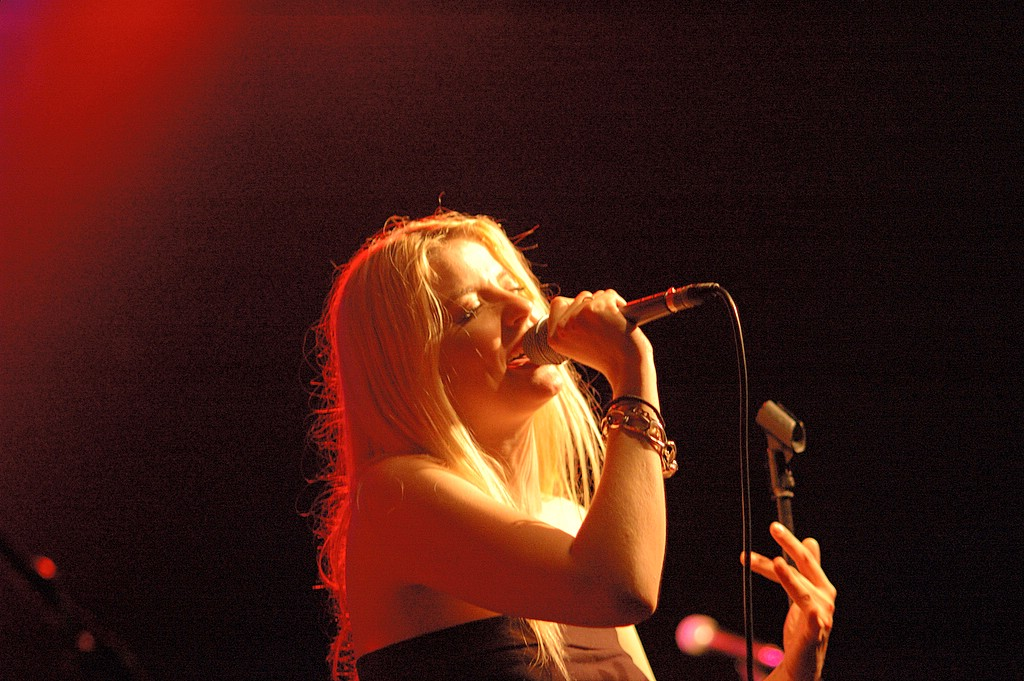
Suzie Kerstgens

Klee (tyska för "klöver") är ett band från Köln, Tyskland. Bandet bildades 2002. Namnet Klee är en hyllning till konstnären Paul Klee, men syftar också på klöverblomman som symbol för tur.
Bandet består av Suzie Kerstgens (sång) och Sten Servaes (piano, keyboard och sång).

## Diskografi

### Album
- 2003: Unverwundbar
- 2004: Jelängerjelieber
- 2006: Honeysuckle (Amerikansk version av Jelängerjelieber)
- 2006: Zwischen Himmel und Erde
- 2008: Berge Versetzen
- 2011: Aus lauter Liebe
- 2015: Hello Again

### Singlar
- 2002: Erinner Dich
- 2003: Lichtstrahl
- 2003: Nicht immer aber jetzt
- 2004: 2 Fragen
- 2005: Gold
- 2005: Tausendfach
- 2005: Für alle die
- 2006: Die Stadt
- 2006: Liebe mich leben
- 2007: Dieser Fehler
- 2008: Die Königin (live)
- 2008: Zwei Herzen
- 2008: Berge versetzen
- 2011: Willst Du bei mir bleiben